# 蔣季錫
蔣季錫（生卒年不詳），字蘋南，江蘇常熟人。清朝女畫家，約活動於康熙、雍正年間。
蔣季錫出身常熟蔣氏望族，父蔣伊、兄蔣陳錫、蔣廷錫均爲朝廷高官。蔣季錫嫁給王鴻緒之子、戶部郎中王圖煒爲妻。
蔣季錫父兄皆善繪畫，她自幼受家庭燻陶，藝術功底深厚，并刻意求新。尤善畫花鳥。